# Mapowanie strumienia wartości
Mapowanie strumienia wartości (ang. value-stream mapping, VSM) – narzędzie lean managementu służące do analizy i ulepszenia przepływu informacji i materiałów w przedsiębiorstwie.

## Historia
Pierwsze diagramy pokazujące przepływ materiałów i informacji pojawiły się w książce Karola Edwarda Knoeppela pt. Installing Efficiency Methods wydanej 1915 roku. Jednakże metoda została spopularyzowana w 1980 roku przez Taiichi Ōno i Shigeo Shingo, pracujących dla koncernu Toyota.

## Opis
Mapowanie strumienia wartości służy do graficznego przedstawienia obecnego stanu przepływu materiałów i informacji. Dzięki temu można łatwo prześledzić cały proces produkcyjny począwszy od zdobycia surowców aż do wytworzenia gotowego wyrobu. Pozwala to na szybką identyfikację wszystkich wąskich gardeł poszczególnych faz procesu. Następnym etapem jest usprawnienie lub wyeliminowanie czynności powodujących wydłużenie czasu produkcji bądź marnotrawienie zasobów. W efekcie otrzymujemy zoptymalizowany proces produkcyjny, co przekłada się na redukcję kosztów.